# Berdeniella stavniensis
Berdeniella stavniensis és una espècie d'insecte dípter pertanyent a la família dels psicòdids que es troba a Europa, incloent-hi França i Txèquia.